# Силаев, Антон Алексеевич
Антон Алексеевич Силаев (род. 11 апреля 2006, Саров, Нижегородская область) — российский хоккеист, защитник. Мастер спорта России (2024).

## Биография
Начинал заниматься хоккеем в ХК «Саров», до девяти лет играл в нападении, затем был переведён в защиту. В 11 лет переехал в Нижний Новгород, где стал заниматься в «Торпедо». В сезоне 2022/23 играл за команду МХЛ «Чайка», с которой стал обладателем Кубка Харламова. 3 сентября 2023 года в возрасте 17 лет дебютировал в КХЛ в гостевом матче «Торпедо» против «Локомотива» (5:2). 16 сентября в гостевой игре с «Ак Барсом» (3:4) забил свой первый гол в КХЛ.
29 июня на драфте НХЛ 2024 Антон Силаев был выбран клубом «Нью-Джерси Девилз» в первом раунде под общим 10-м номером. Центральным скаутским агентством НХЛ назывался лидером драфта.